# Ginalloa
Ginalloa es un género con 21 especies de plantas de flores perteneciente a la familia Santalaceae. 

## Especies seleccionadas
- Ginalloa andamanica
- Ginalloa angustifolia
- Ginalloa applanata
- Ginalloa arnottiana
- Ginalloa beccariana
- Ginalloa cumingiana
- Ginalloa dipterocarpae